# Чикусово
Чикусово — деревня в Чагодощенском районе Вологодской области.
Входит в состав Лукинского сельского поселения, с точки зрения административно-территориального деления — в Лукинский сельсовет.
Расстояние по автодороге до районного центра Чагоды — 44 км, до центра муниципального образования деревни Анишино — 3 км. Ближайшие населённые пункты — Анишино, Красная Горка, Лукинское.
По переписи 2002 года население — 19 человек.